# Alice de Courtenay
Alice de Courtenay (em francês:  Alix; c. 1160/65 - 12 de fevereiro de 1218) foi a filha do príncipe Pedro I de Courtenay e de Isabel de Courtenay. Por seu casamento com o conde Aimer de Angolema foi mãe da rainha consorte de Inglaterra, Isabel de Angolema.

## Família
Seus avós paternos eram o rei Luís VI de França e Adelaide de Saboia, e seus avós maternos eram Reinaldo de Courtenay e Isabel de Donjon. 
Alice era a terceira de onze crianças, e a segunda filha do casal. Seu irmão mais velho era Pedro II de Courtenay, Imperador Latino de Constantinopla de 1216 a 1217. 

## Casamentos
Em 1178, Alice se casou com Guilherme I, Conde de Joigny, mas a união não produziu nenhum filho, levando ao divórcio em 1186. Uma escritura de 1180 registra a doação de propriedades para a Abadia de Pontigny, por Guilherme, com o consentimento de Alice.
No mesmo ano de seu divórcio, ela se casou com Aimer de Angolema, da Casa de Taillefer, que era Conde de Angolema. Os dois tiveram apenas uma filha:

Brasão de Armas da Casa de Courtenay.

- Isabel de Angolema (c. 1188 - 31 de maio de 1246), foi noiva de Hugo IX de Lusignan, mas se casou com o rei João de Inglaterra, em 1200, com quem teve cinco filhos, entre eles o sucessor de João, Henrique III de Inglaterra. Em 19 de outubro de 1216, Isabel ficou viúva. Na data 10 de maio de 1220, ela se casou com Hugo X de Lusignan, filho de seu ex-noivo, Hugo IC, e de Matilda de Angolema. Com seu segundo casamento, foi mãe de nove filhos.

Quando seu marido morreu em 16 de junho de 1202, Isabel se tornou suo jure Condessa de Angloulême.
Alice morreu em 12 de fevereiro de 1218, com 58 anos de idade, e foi enterrada na Abadia de La Couronne, assim como seu marido, Aimer.